# Cantharospermum reticulatum
Cantharospermum reticulatum là một loài thực vật có hoa trong họ Đậu. Loài này được (Dryand.) Taubert ex Ewart & Davies miêu tả khoa học đầu tiên năm 1914.